# Hirschau (Reichling)
Hirschau ist ein Gemeindeteil der Gemeinde Reichling im oberbayerischen Landkreis Landsberg am Lech.

## Geografie
Die Einöde Hirschau liegt circa zwei Kilometer westlich von Reichling auf einer Schotterterrasse zwischen dem Lech und dem Lechsteilufer.

## Geschichte
Hirschau gehörte bis zur Säkularisation 1803 zur Hauptmannschaft Reichling des Pfleggerichts Rauhenlechsberg.
Im Jahr 1752 werden drei Anwesen genannt, alle sind dem bayerischen Kurfürsten grundbar.

## Baudenkmäler
Unweit der Einöde befindet sich an der Kreisstraße LL 8 eine denkmalgeschützte Kapelle aus dem 17. Jahrhundert. Unter Denkmalschutz steht außerdem der Grabstein an der Kapelle aus der 2. Hälfte des 19. Jahrhunderts.

## Bodendenkmäler
Siehe: Liste der Bodendenkmäler in Reichling